# Créon

Créon este o comună în departamentul Gironde din sud-vestul Franței. În 2009 avea o populație de 4.138 de locuitori.

## Evoluția populației
| An        | 1975  | 1982  | 1990  | 1999  | 2006  | 2009  |
| --------- | ----- | ----- | ----- | ----- | ----- | ----- |
| Populație | 1.842 | 2.205 | 2.508 | 2.856 | 3.831 | 4.138 |